# Leonardo Brzezicki
Leonardo Brzezicki (ur. 21 sierpnia 1978 roku w Buenos Aires) – argentyński aktor, okazjonalnie montażysta i reżyser filmowy.

## Filmografia
- 2000: Diego la silla
- 2001: Vagón fumador jako Andrés
- 2003: Testosteron (Testosterone) jako Marcos
- 2009: Unmade Beds jako Lucas